# Kplus Gruppe
Die Kplus Gruppe GmbH war ein Unternehmen mit Sitz in Solingen, das aus vier Krankenhäusern mit 1229 Betten, vier medizinischen Versorgungszentren und 10 Senioreneinrichtungen mit 608 Plätzen in der Voll- und Teilzeitpflege sowie 105 altersgerechten Wohnungen bestand und am 31. Januar 2024 wegen Insolvenz aufgelöst wurde.
Gesellschafter waren die Kirchengemeinden St. Remigius in Leverkusen-Opladen, St. Sebastian in Solingen, St. Jacobus in Hilden, die Kirchengemeinde St. Gereon und St. Dionysius in Monheim am Rhein sowie das Erzbistum Köln.
Im Juni 2023 wurde ein Insolvenzverfahren eingeleitet in dessen Rahmen das Krankenhaus in Solingen Anfang Dezember 2023 geschlossen wurde. Im Januar 2024 wurden Pläne laut, in den ehemaligen Klinikgebäuden eine Flüchtlingsunterkunft einzurichten.
Im Oktober 2023 wurde bekannt, dass auch die Krankenhäuser in Haan und Hilden Ende Januar 2024 geschlossen werden sollen. Im November wurde bekannt, dass das Hildener Krankenhaus durch die Gemeinnützige Gesellschaft der Franziskanerinnen zu Olpe übernommen wird. Auf dem Gelände in Haan soll ein Gesundheits-Campus entstehen.

## Krankenhäuser
Die Krankenhäuser sind
- das St.-Josef-Krankenhaus Wiesdorf, Leverkusen und
- das St.-Remigius-Krankenhaus Opladen in Leverkusen.

## Ehemalige Krankenhäuser
Zur Kplus Gruppe gehörten
- bis August 2013 das St.-Josef-Krankenhaus Monheim zum Unternehmen, das 2014 als Drehort für einen Münsteraner Tatort diente.[7]
- bis November 2023 die St.-Lukas-Klinik Solingen-Ohligs, Solingen.[8]
- bis Dezember 2023 das St.-Josef-Krankenhaus Haan, Haan.
- bis Dezember 2023 das St.-Josefs-Krankenhaus Hilden, Hilden.

## Senioreneinrichtungen
- das St.-Antonius-Altenheim in Düsseldorf-Hassels
- das St.-Josef-Wohnen mit Service in Haan
- das Haus Rheinpark Seniorenzentrum und Haus Rheinpark Servicewohnen in Leverkusen-Wiesdorf
- das St.-Albertus-Altenheim  und das St. Albertuns Servicewohnen in Leverkusen-Opladen
- das St.-Marien-Altenheim in Monheim am Rhein
- das St.-Joseph-Altenheim mit Langzeitschwerstpflege und MS-Wohnbereich und Wohnpark in Solingen-Ohligs
- das St.-Lukas-Pflegeheim und St.-Lukas-Tagespflegehaus in Solingen-Ohligs